# Hohenhewen
Der Hohenhewen, auch Hohenhöwen oder umgangssprachlich Höwen genannt, ist der Hausberg der Stadt Engen im Hegau.

## Gipfelbereich
Der Gipfel des Hohenhewen liegt auf 845,3 m ü. NHN, womit er seine unmittelbare Umgebung um rund 300 Meter überragt. Auf seinem Gipfelplateau befinden sich die Burgruine Hohenhewen und eine an den Rest des Bergfrieds angebaute Aussichtsplattform, von der man die anderen Hegauberge, den Bodensee und im Norden die Schwäbische Alb sehen kann, bei klarer Sicht auch die Alpen und den Schwarzwald.

## Zustiege
Der Hohenhewen kann nordseitig von Anselfingen und südseitig von Welschingen aus bestiegen werden. Während der Nordanstieg noch einigermaßen breit und bequem ist (T1), ist der Anstieg von Welschingen aus ungleich steiler und schmaler und erfordert bereits ein gewisses Maß an Trittsicherheit (T2). Festes Schuhwerk ist empfehlenswert.

## Geologie
Wie fast alle Hegauberge ist auch der Hohenhewen vulkanischen Ursprungs. Die wissenschaftliche Erforschung des Hohenhewens reicht dabei bis ins späte 18. Jahrhundert zurück. Der Vulkanismus des Hegau-Vulkangebiets geht zurück auf den Bonndorfer Graben, eine tertiäre Bruchzone (aus dem Miozän), bei der vermutlich ältere, schon paläozoische Verwerfungen wieder reaktiviert wurden. Der Hohenhewen und der südlich benachbarte Hohenstoffeln sind dabei von den weiter östlich liegenden Hegau-Vulkanen im Alter und der Zusammensetzung der Gesteine abgesetzt.
Das Gestein wurde bestimmt als Melilith-führender Olivin-Nephelinit. Das ist ein kieselsäurearmes, stark basisches vulkanisches Gestein, dessen Entstehung auf weitgehend unveränderte („primitive“) Schmelzen partiell aufgeschmolzener Tiefengesteine, die aus dem Erdmantel aufgestiegen sind, zurückgeführt wird. Das feinkörnige, dunkle Gestein wird in der Feldansprache oft Basalt genannt, ist aber kieselsäureärmer als ein echter Basalt. Das Alter wurde am Hohenhewen auf gut 10 Millionen Jahre bestimmt (mittels Uran-Blei-Datierung). Der Hohenhewen gehört damit zu den jüngsten Vulkanen der zentraleuropäischen Vulkanprovinz (noch jüngerer Vulkanismus tritt in Mitteleuropa vor allem in der Eifel und am Egergraben auf).
Auch der geologisch interessierte Johann Wolfgang von Goethe hielt seine geologischen Reiseeindrücke zum Hohenhewen in seinem Tagebuch fest, als er 1797 den Hegau durchreiste. Die zwei Bergrutsche am östlichen Hang sind erst in den Jahren 1816 und 1817 entstanden. Die damalige Abrisskante ist im Gelände noch erkennbar.

## Naturschutz

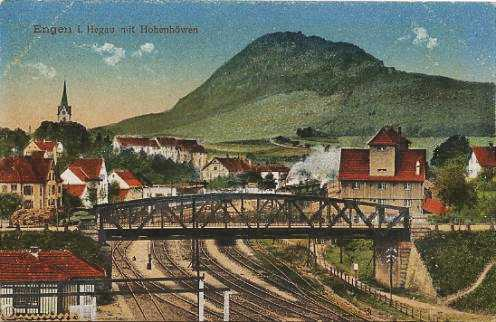
Engen im Hegau, Postkarte von 1900

Ein 39 Hektar großer Teil des Hohenhewen ist seit 1982 als Naturschutzgebiet ausgewiesen. Dabei ist besonders die übersteilte Ostflanke von botanischem Interesse.